# Estirpe Imperial
Estirpe Imperial е бивша испанска RAC група, основана през 1991 година в Мадрид.

## Дискография
- 1995 – Herederos de una Historia
- 1996 – Himnos de Gloria
- 2003 – Nacidos para la Gloria

Студио албуми
- 2000 – Seguimos Vivos
- 2007 – Sin Miedo

Сингли & EPs
- 1993 – "Estirpe Imperial"
- 2010 – Morir O Vencer

Компилации
- 1998 – "Disco de presentacion / Herederos de una historia"
- 1999 – Una Grande Fuerte